# Günter Wand
Günter Wand (Elberfeld, 7 januari 1912 – Ulmiz, 14 februari 2002) was een Duitse orkestdirigent. Hij maakte furore met uitvoeringen van het werk van Johannes Brahms, Franz Schubert en, vooral op latere leeftijd, met de symfonieën van Anton Bruckner.
Wand studeerde aan het conservatorium in Keulen en werd in 1939 chef-dirigent bij de Keulse opera. Gedurende zijn leven werkte hij met de beste orkesten van de wereld. Ook in de Verenigde Staten trad hij veelvuldig op. In het Koninklijk Concertgebouw in Amsterdam was Wand regelmatig te gast, bijvoorbeeld in 1993 met de achtste symfonie van Bruckner. Ook trad hij op in het Kurhaus in Scheveningen met het Residentie Orkest. 
Wand verwierf verder wereldfaam met zijn grammofoonplaat- en cd-opnamen. Zijn uitvoeringen en opnamen waren zoveel mogelijk zoals ze door de componist bedoeld waren. Partituren waren in zijn ogen volkomen onaantastbaar. Willekeurige veranderingen in de uitvoering zag hij als manieren om het publiek te bekoren. Daarom bleef hij strikt trouw aan het origineel. Aan het einde van zijn leven dirigeerde hij steeds vaker zonder partituur en met spaarzame bewegingen.
Wand zette zich later ook in voor werk van hedendaagse componisten zoals Walter Braunfels, Wolfgang Fortner en Bernd Alois Zimmermann.
Günter Wand overleed in februari 2002 een maand na zijn 90e verjaardag in het Zwitserse dorp Ulmiz.